# كارولين (اسم)
كارولين هي الصيغة المؤنثة من الاسم كارل ذو الصيغة الذكرية، في اللغة الأنجليزية، ومعنا (كارولين) في اللغة اليونانية: الحرة أو (المرأة الحرة).